# Heavenly (band)

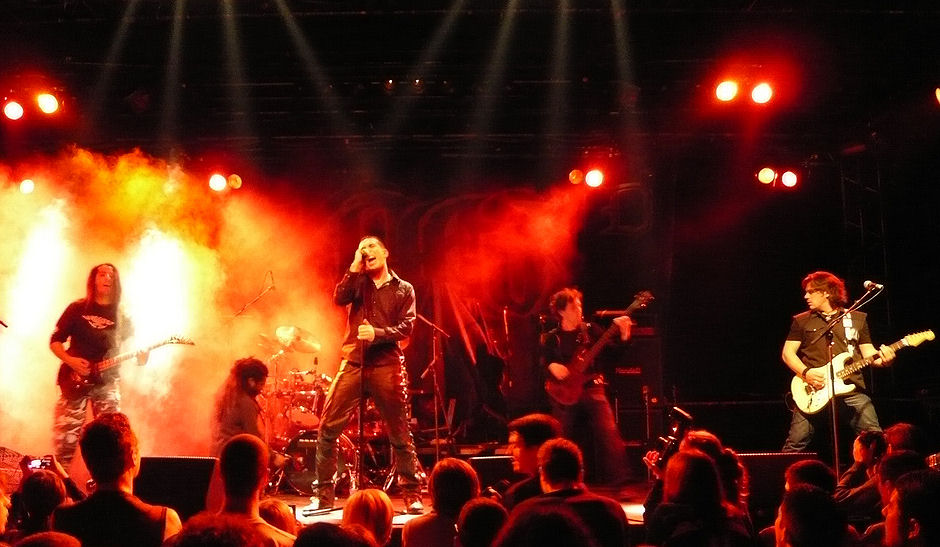
Heavenly

Heavenly is een Franse powermetalband die is opgericht in 1994. Creatief brein in de band is zanger Ben Sotto.

## Bezetting

### Huidige bandleden
- Ben Sotto - Zang/keyboard
- Charley Corbiaux - Gitarist
- Olivier Lapauze - Gitarist
- Matthieu Plana - Bassist
- Piwee - Drummer

### Voormalige bandleden
- Frederic Leclercq - Gitarist
- Anthony Park - Gitarist
- Chris Savourey - Gitarist
- Pierre-Emmanuel Pellison - Bassist
- Laurent Jean - Bassist
- Maxence Pilo - Drummer
- Thomas Das Neves - Drummer

## Discografie

### Cd
- Coming From The Sky (2000)
- Sign Of The Winner (2001)
- Dust To Dust (2004)
- Virus (2006)
- Carpe Diem (2009)